# Chemická stabilita
Chemická stabilita je termodynamická stabilita chemické látky (sloučeniny nebo polymeru).
Termodynamická stabilita nastává, když se soustava nachází v nejnižším energetickém stavu, případně v chemické rovnováze s daným prostředím; může jít o dynamickou rovnováhu, kde se jednotlivé atomy nebo molekuly přeměňují, ale celkový výskyt určité formy zůstává stejný. Tento druh rovnováhy přetrvává, dokud není soustava narušena. Změny chemických systémů se mohou projevovat jako změny skupenství nebo jako chemické reakce.
Stav A se označuje jako termodynamicky stálejší než stav B, jestliže by změna Gibbsovy energie při přeměně A na B byla kladná.

## Srovnání s reaktivitou
Termodynamická stabilita je vlastností daného systému. Reaktivita chemické látky vyjadřuje její schopnost reagovat s různými chemickými systémy a u daného systému označuje rychlost příslušné reakce.
Chemické látky mohou setrvat neomezeně dlouho i ve stavech, které nemají nejnižší energii; tato vlastnost se nazývá metastabilita - takový systém je stálý pouze když není vážně narušen. Látku nebo soustavu lze také označit jako „kineticky odolnou“ , pokud se přeměňuje pomalu (není v termodynamické rovnováze, ale lze zachytit její přítomnost). Metastabilní a kineticky odolné stavy nebývají považovány za skutečně stálé, z tohoto důvodu neoznačuje pojem chemicky stálý totéž jako nereaktivní, jelikož první odkazuje na termodynamickou vlastnost a druhý na kinetiku; vysoce nestabilní látky však zpravidla podléhají rychlým exotermním rozkladům.

## Mimo chemii
V materiálových vědách se chemické látky označují jako stálé, pokud nevykazují v daném prostředí či za běžného používání významnou reaktivitu, a zachovávají si své užitečné vlastnosti po dobu předpokládané životnosti; zpravidla se jedná o odolnost vůči vzduchu, vlhkosti, teplu, a očekávaným podmínkám při používání.